# Unión de Escritores de Rumania
La Unión de Escritores de Rumania (en rumano: Uniunea Scriitorilor din România) es una asociación profesional de escritores en Rumania fundada en marzo de 1949. También tiene una filial en Cluj-Napoca y en Chisináu, Moldavia. La Unión de Escritores de Rumania fue creado por el régimen comunista al hacerse cargo de la ex Sociedad Rumana de Escritores (en rumano: Societatea Scriitorilor Români), que se había establecido en 1908. La unión tiene cerca de 2.000 miembros.

## Historia
La unión fue establecida en marzo de 1949 en la entonces República Popular de Rumania de Gheorghiu-Dej. La unión absorbió la anterior sociedad rumana de escritores, existente desde 1908, pues según la Constitución de 1948, se permitía el derecho de asociación, pero sólo a los trabajadores y estas asociaciones no podían tener carácter de «fascistas o antidemocráticas».
Con la llegada de la República Socialista de Rumania de Ceaușescu y su apertura cultural hacia Occidente, muchas uniones culturales recibieron subsidios estatales, entre ellas la Unión de Escritores. En 1989, con la caída del socialismo en Rumania, la Unión se quedó sin ingresos y subsistió alquilando parte de su local, el palacio Monteoru-Catargi de Bucarest a un salón de juegos.

## Presidentes
- Mihail Sadoveanu (honorarios, 1949-1956; activa, 1956-1961); Zaharia Stancu (activa, 1949-1956)
- Mihai Beniuc (1962-1964)
- Demostene Botez (1964-1966)
- Zaharia Stancu (1966-1974)[3]
- Virgil Teodorescu (1974-1978)
- George Macovescu (1978-1982)
- Dumitru Radu Popescu (1982-1990)
- Mircea Dinescu (1990-1996)
- Laurentiu Ulici (1996-2000)
- Eugen Uricaru (2000-2005)
- Nicolae Manolescu (2005-)

Tudor Arghezi fue presidente de honor de 1962 a 1967, al igual que Victor Eftimiu en 1972; Ştefan Augustin Doinaş también fue elegido para esta función en 1990 as.